# Gervais Charpentier
Pour les articles homonymes, voir Charpentier (homonymie).
Gervais-Hélène Charpentier, né le 3 juillet 1805 à Paris où il est mort le 14 juillet 1871, est un libraire et éditeur français, père du livre de poche.

## Biographie
Rien ne prédestinait Gervais Charpentier, issu d'une famille de magistrats picards, au commerce des livres. Son père, Pierre Charpentier, avait choisi la carrière militaire. N'étant pas l'héritier d'une famille d'imprimeurs ou de libraires, il entra à l'âge de dix-neuf ans comme commis chez les libraires Lecointe et Durey, puis chez Ladvocat, le « prince de la librairie romantique ». Son passage chez ce dernier lui apporta une connaissance de premier ordre de ce genre nouveau qu'est le roman. En 1827, il s’établit comme libraire, galerie d'Orléans, au Palais-Royal, et il exploita également un cabinet de lecture au passage du Petit-Saint-Antoine.

## Naissance de la collection moderne
Comme tous les autres libraires et éditeurs de l'époque, il subit une crise de l'édition caractérisée à la fois par un cercle restreint d'acheteurs de livres et notamment de nouveautés, par la concurrence des éditeurs belges qui pirataient les auteurs français à succès en les vendant moins cher et par celle de la presse qui primait alors pour la publication des romans en feuilletons.
À la suite de l'échec de sa publication des œuvres d'Alfred de Vigny en 1837, il comprit et écrivit que désormais « la loi du bon marché est devenue la condition de toute publication ». Les éditeurs belges avaient compris que la baisse du prix du livre résidait dans la baisse du prix du papier. Gervais Charpentier confia en 1837 à Eugène Roulhac, un imprimeur de la capitale, le soin d'obtenir un nouveau format permettant d'enfermer la matière de deux ou trois volumes in-8°, en utilisant un papier irréprochable. Ainsi, apparut un nouveau format, le « format in-18 grand-jésus vélin », de dimensions 11,5 x 18,3 cm (soit celles d'un livre de poche de la collection « Folio ») où l'espace typographique était rentabilisé au maximum de ses possibilités. Un format « compact » pouvant atteindre jusqu'à 500 pages de texte et permettant d'enfermer en un seul volume la matière de deux ou trois volumes in-octavo vendus entre 7 francs et 7,50 francs le volume et pour un prix moitié moindre et constant : 3,50 francs. Il prit soin également de recouvrir chaque volume de la collection d'une couverture jaune « serin ou beurre frais » en papier épais qui permettait d'identifier visuellement la collection.
Sa collection, qui prend le nom de Bibliothèque Charpentier, fut officiellement lancée au mois d'août 1838 avec la Physiologie du goût de Brillat-Savarin, suivie de la Physiologie du mariage de Balzac en octobre. Le succès immédiat rencontré auprès des lecteurs assura un développement rapide de la collection qui comprenait déjà en 1841 tous les auteurs romantiques : Honoré de Balzac (toutes ses œuvres), Victor Hugo, Théophile Gautier, Alfred de Musset, George Sand, Germaine de Staël, Charles Nodier, Sainte-Beuve, etc.

## Le développement de la «Bibliothèque Charpentier»
Dès 1841, Gervais Charpentier se consacra entièrement à sa collection et, à partir de 1860, à la publication d'une revue, la Revue nationale et étrangère où collaborèrent Henri Brisson, Édouard Laboulaye, Pierre Lanfrey, Eugène Despois, etc. La création d'un nouveau format, reconnu comme « commode, élégant et portatif » par tous et répondant, dit l'éditeur Michel Lévy « aux goûts de tous » ne lui suffit pas. Dès 1841, son projet, qu'il exposa ensuite au Jury de l'Exposition qui lui décerna en 1857 un des prix pour les meilleures réalisations techniques et artistiques, était de faire : « une vraie Bibliothèque réunissant ou pouvant réunir toutes les productions de l'esprit humain dans leur immense variété » et de « fournir à l'histoire littéraire ses classiques modernes ». Il y parviendra en créant plusieurs collections ; après la « Bibliothèque française », des collections d'auteurs étrangers avec les « Bibliothèques » anglaise, italienne, allemande, espagnole et portugaise, puis les « Bibliothèques » philosophique, scientifique et chrétienne.
Après Gervais Charpentier, le monde de l'édition fut contraint de s'aligner. Les autres éditeurs de l'époque tentèrent tous, dans les années 1850, de créer leur propre collection et d'abaisser encore le prix du livre. La concurrence était forte lorsque, en 1853, la « Bibliothèque des chemins de fer » de Louis Hachette fut mise sur pied et, deux ans plus tard, la « Collection Michel Lévy » à 1 franc le volume.
Cependant, Gervais Charpentier était également connu comme un personnage au caractère affirmé. Il n’était pas forcément désagréable en tant que tel mais il opposait à la reprise des livres abîmés ou invendus l’obligation de mettre en vue tous les titres de la Bibliothèque Charpentier ainsi que de distribuer au public un quota minimum de son catalogue (entre 500 et 1000 exemplaires). Pour s’assurer du respect de ses règles, il envoyait des inspecteurs, quand il le pensait nécessaire, alors que ceux-ci ne doivent intervenir qu’en cas de litige. Cela ajouté aux possibles traitements infligés à ses auteurs, comme Théophile Gauthier qui aurait été enfermé à clé pour rendre ses œuvres dans le temps imparti, sont de bonnes explications quant aux multiples procès où il a été une des parties concernées.
Il décida également d’appliquer une stratégie de production de masse pour vendre ses livres en grande quantité sur un large territoire, avec comme politique, le septième livre gratuit et non le douzième comme précédemment.
Cela permit à Gervais Charpentier d’être un des éditeurs de son époque. Un des plus marquants aux côtés de Michel Lévy ou de Louis Hachette entre autres.
À sa mort, ses exécuteurs testamentaires et amis, Georges Masson, Édouard Laboulaye et Ernest Lebaigue, cédèrent selon ses volontés l'entreprise à Edmond Villetard. En 1872, celui-ci se désiste et laisse l'entreprise à Georges Charpentier, fils unique de Gervais Charpentier, qui continua de publier la « Bibliothèque Charpentier ». Devenant l'éditeur attitré d'Émile Zola, il y publia toutes ses œuvres avec grand succès et poursuivit la publication de celles des Goncourt, de Flaubert, de Daudet et de bien d'autres. Il apporta un souffle de renouveau avec le mouvement du naturalisme dont Émile Zola était un des représentants.
En 1883, à la suite de mauvais placements immobiliers, Georges s'associa à Charles Marpon et Ernest Flammarion. En 1896, Eugène Fasquelle, le gendre de Marpon, reprend le fonds et l'intégra à sa maison d'édition.

### Sources
- Livres
  - Angelo De Gubernatis, Dictionnaire international des écrivains du jour, Florence, L. Niccolai, 1891.
  - « Gervais Charpentier », dans Pierre Larousse, Grand dictionnaire universel du XIXe siècle, Paris, Administration du grand dictionnaire universel, 15 vol., 1863-1890 [détail des éditions].
  - Isabelle Olivero, L'Invention de la collection. De la diffusion de la littérature et des savoirs à la formation du citoyen au XIXe siècle, IMEC/Maison des Sciences de l'Homme, 1999.
  - Isabelle Olivero, L'Invention de la collection au XIXe siècle. Le cas de la Bibliothèque Charpentier (1838) et de la Bibliothèque nationale (1863), thèse de doctorat d'histoire, sous la direction de Roger Chartier, École des hautes études en sciences sociales, 1994.
  - Dominique Kalifa (dir.), « Bibliothèques et collections au XIXe siècle : essai de périodisation comparée », dans Revue d'histoire du XIXe siècle, Aspects de la production culturelle au XIXe siècle, no 19, 1999, p. 65-76 [lire en ligne]
  - LE POTTIER, Nicole, Histoire de l’édition française : Le temps des éditeurs du Romantisme à la Belle époque, 1985, Promodis
  - OLIVERO, Isabelle, L'invention de la collection au XIXe siècle : le cas de la "Bibliothèque Charpentier" (1838) et de la "Bibliothèque nationale", 1863
  - MOLLIER, Jean-Yves, Revue d'histoire littéraire de la France - Éditer au XIXe siècle (p. 771-790)
  - DE MUSSET, Paul, Les héritiers d'Alfred de Musset contre M. Charpentier, éditeur (1867)
  - MEYER, Virginie (sous la direction de Frédéric Barbier), Georges Charpentier, 1846-1905 : figure d'éditeur, 2005
  - ROBIDA, Michel, Le salon Charpentier et les impressionnistes, 1958
  - MOLLIER, Jean-Yves, Michel & Calmann Lévy ou la naissance moderne de l’édition – 1836-1891, 1984, Calmann Lévy
  - MOLLIER, Jean-Yves, Louis Hachette, 1999, Fayard
- Cairn
  - La culture de masse en France, tome 1 : 1850–1930 (2001) par Dominique Kalifa
  - L’année balzacienne 2005, les personnages balzaciens (2005) par Joëlle Gleize
  - Art et société, les ruptures de la Belle époque (2003) par Philippe Olivera
  - Le roman populaire : 1838-1960 (2008) par Jean-Yves Mollier
  - La littérature frénétique (2009) par Anthony Glinoer
- Internet
  - www.cavi.univ-paris3.fr/phalese/desslate/dico0187.htm
  - http://www.c-royan.com/les-gens-d-ici/personnalites/entry-38-charpentier-georges.html
  - http://www.artcurial.com/en/asp/fullCatalogue.asp?salelot=2564++++++87+&refno=10480555#sthash.w5hwG0rq.dpbs
  - http://theses.enc.sorbonne.fr/2005/serrepuy
  - http://www.patrimoine-culturel.gouv.qc.ca/rpcq/detail.do?methode=consulter&id=15534&type=pge#.VjDNMrcvfIU
  - enssibal.enssib.fr/bibliotheque/documents/dcb/meyer-vol1.pdf
  - http://www.musee-orsay.fr/fr/collections/catalogue-des-oeuvres/notice.html?nnumid=64749